# Protoptila truncata
Protoptila truncata är en nattsländeart som beskrevs av Oliver S. Flint Jr. 1983. Protoptila truncata ingår i släktet Protoptila och familjen stenhusnattsländor. Inga underarter finns listade i Catalogue of Life.